# Friedrich Gideon von Wolky
Friedrich Gideon von Wolky (* 1735 in Schlesien; † 6. September 1803 in Strasburg in Westpreußen) war preußischer Generalleutnant und Chef des Husarenregiments Nr. 10.

## Leben

### Militärlaufbahn
Wolky ging 1754 in sächsische Dienste. Als zu Beginn des Siebenjährigen Krieges die Armee bei Pirna kapitulierte, ging Wolky zunächst in Gefangenschaft und kam dann in preußische Dienste. Er kam am 26. Oktober 1756 als Fähnrich in das Dragonerregiment Nr. 12. Am 5. März 1758 wechselte er als Sekondeleutnant in das Husarenregiment „Belling“. Bereits am 25. September 1758 wurde er zum Premierleutnant befördert. Am 4. Januar 1761 wurde er Rittmeister und Eskadronchef sowie am 1. Mai 1762 schon Major.
Im Bayerischen Erbfolgekrieg 1778/79 nahm Wolky am Gefecht bei Gabel teil und erhielt dafür am 25. August 1778 den Orden Pour le Mérite. Bereits am 7. August 1778 war er Oberstleutnant geworden. Am 21. Mai 1785 wurde er zum Oberst befördert und am 8. März 1786 zum Kommandeur des Husarenregiments Nr. 8 ernannt. Bereits am 23. März 1787 wurde er Chef des Husarenregiments Nr. 10 und am 27. Mai 1787 erhielt er die Ernennung zum Generalmajor. Am 6. Januar 1794 wurde er auch Generalleutnant und nahm 1794/95 am Feldzug in Polen teil. Am 23. Januar 1797 erhielt er seine Demission und dazu eine Pension von 1200 Talern. Er starb am 6. September 1803 in Strasburg in Westpreußen.

### Familie
Wolky heiratete 1764 Ulrike Barbara Sophie von Lüskow (* 1746; † 19. März 1822), eine Tochter des Hauptmann Jakob Albrecht von Lüskow (* 16. Februar 1703; † 18. August 1758) und der Charlotte Sophie von Wieden (* 1717; † 20. Oktober 1767). Das Paar hatte folgende Kinder:
- Karl Christian Ewald Gerhard (* 17. Juni 1765; † 24. September 1809), Stabsrittmeister im Husarenregiment Nr. 8
- Johann Friedrich Ludwig (* 13. November 1768; † 1812), Major im pommerschen Husaren-Regiment (zuvor: Husaren-Regiment Nr. 8)
- Heinrich Gideon (* 1774; † 22. Mai 1852), Oberst a. D.
- Charlotte Barbara Dorothea (* 10. September 1773; † 29. März 1847) ⚭ Friedrich Theodor Ludwig von Gentzkow (* 11. Oktober 1764; † 24. Januar 1836), Sohn von Johann Adolf Friedrich von Gentzkow